# Waldpavillon am Lindenberg
Der Waldpavillon am Lindenberg ist ein Bauwerk im Wald westlich von Trautheim.

## Geschichte und Beschreibung
Unter der Regentschaft von Großherzog Ludwig III. wurden in den ersten Jahren des 19. Jahrhunderts seine ausgedehnten Waldungen im Osten und Südosten von Darmstadt – die bislang im Wesentlichen nur für die Jagd und die Forstwirtschaft genutzt wurden – den Bürgern als Erholungsbereich geöffnet. Dafür wurden eine Reihe von schon vorhandenen Jagdhäusern und Pavillons mit den dazugehörenden Anlagen zur Verfügung gestellt und neue Pavillons als Rast- und Ruheplätze errichtet.
Der kleine Holzpavillon der „Anlage Lindenberg“ steht auf einem achteckigen Grundriss und besitzt ein spitzes, nach innen geschwungenes Dach. Er liegt innerhalb einer halbkreisförmigen doppelreihigen Lindenanlage.

## Denkmalschutz
Der Waldpavillon am Lindenberg steht als Dokument der Forstgeschichte unter Denkmalschutz.